# Kesslerloch

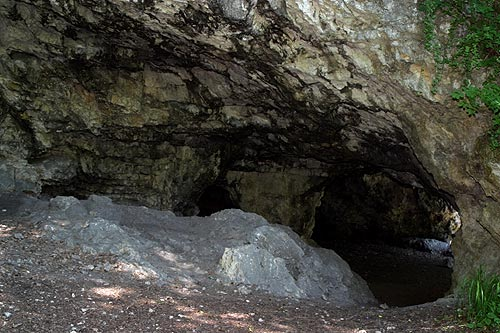
Kesslerloch

Kesslerloch är en grotta i Schweiz nära järnvägen mellan Konstanz och Schaffhausen, 1 kilometer väster om Thayngen.
Grottan blev berömd för de många förhistoriska fynd, som där gjorts sedan 1873. Där har anträffats en stor mängd krossade ben av djur från den preglaciala faunan, såsom av lejon, varg, räv, bäver, vildsvin, bison, uroxe, vildhästar, vildåsnor, fjällrävar, järvar, lämlar, mammutdjur, Rhinoceros och renar. Man har sammanlagt funnit 53 djurarter, några i stora mängder, andra mer enstaka. På många ben finns konstnärligt inristade realistiska bilder av djur, bland annat den berömda "betande renen från Kesslerloch", bevis på det konstintresse som fanns bland äldre stenålderns människor. Genom fynd av människoben av små dimensioner har Julius Kollmann i Basel velat bevisa förekomsten av en ursprunglig dvärgras i Europa, men hans hypotes blev inte godkänd av andra antropologer.